# الجسد حقيبة سفر
الجسد حقيبة سفر، مجموعة نصوص في أدب الرحلات من مؤلفات الشاعرة والكاتبة العربية السورية غادة السمان، صدرت في عام 1996، عن منشورات غادة السمان في بيروت، لبنان.